# Hudebník (da Vinci)
Hudebník, známý též jako Portrét hudebníka (italsky Ritratto di musico), je nedokončený obraz, který je obecně připisován italskému renesančnímu malíři Leonardovi da Vincimu a je datován do let 1483-1487. Dílo vzniklo během Leonardova pobytu v Miláně a je namalováno olejem a snad i temperou na malé desce z ořechového dřeva. Jedná se o jeho jediný známý portrét muže, o jehož totožnosti se navíc mezi badateli vedou rozsáhlé diskuse.
Dílo, pravděpodobně ovlivněné tvorbou Antonella da Messiny, který do Itálie zavedl raně nizozemský styl portrétní malby, představuje dramatický posun od profilových portrétů, které v Miláně 15. století převládaly. Má mnoho společných rysů s jinými obrazy, které zde Leonardo namaloval, například s Madonou ve skalách či Dámou s hranostajem, Hudebník je ale jeho jedinou deskovou malbou, která se dochovala ve městě, kde je nejméně od roku 1672 uložena v Ambrosiánské pinakotéce. Jedná se o jeden z nejlépe dochovaných Leonardových obrazů, o jeho vzniku se však nedochovaly žádné dobové záznamy. Na základě stylistické podobnosti s jinými Leonardovými díly mu prakticky všichni současní badatelé připisují přinejmenším autorství tváře vyobrazeného muže. Nejistota ohledně zbytku obrazu vyplývá ze strohosti a strnulosti těla, které nejsou pro Leonardovu tvorbu typické. I když to lze vysvětlit nedokončeností obrazu, někteří badatelé se domnívají, že Leonardovi pomáhal některý z jeho žáků.
Intimita portrétu naznačuje, že se jedná o soukromou zakázku nebo o portrét vytvořený na přání některého z jeho přátel. Až do 20. století se mělo za to, že zobrazuje Ludovica Sforzu, milánského vévodu a Leonardova tehdejšího chlebodárce. Při restaurování v letech 1904-1905 byla odstraněním přemalby odhalena ruka držící noty, což naznačuje, že portrétovaným byl hudebník. Byla proto navržena řada hudebníků působících v Miláně, u nichž existovala možnost, že vyobrazenou osobou mohl být právě jeden z nich; po celé 20. století byl nejpreferovanějším kandidátem Franchinus Gaffurius, ale v 21. století se názor vědců přiklonil k Atalantu Migliorottimu. Mezi další významné návrhy patří Josquin Desprez a Gaspar van Weerbeke, ale pro žádné z těchto tvrzení neexistují historické důkazy. Dílo bylo kritizováno pro svou stoičnost a dřevnatost, naproti tomu oceňováno pro svou intenzitu a vysokou míru detailů v obličeji zachycené persony. Odborné interpretace se pohybují od toho, že obraz zobrazuje hudebníka uprostřed vystoupení, až po zobrazení Leonardem zastávaného přesvědčení o nadřazenosti malířství nad jinými druhy umění, jako je například hudba.

## Popis

### Kompozice

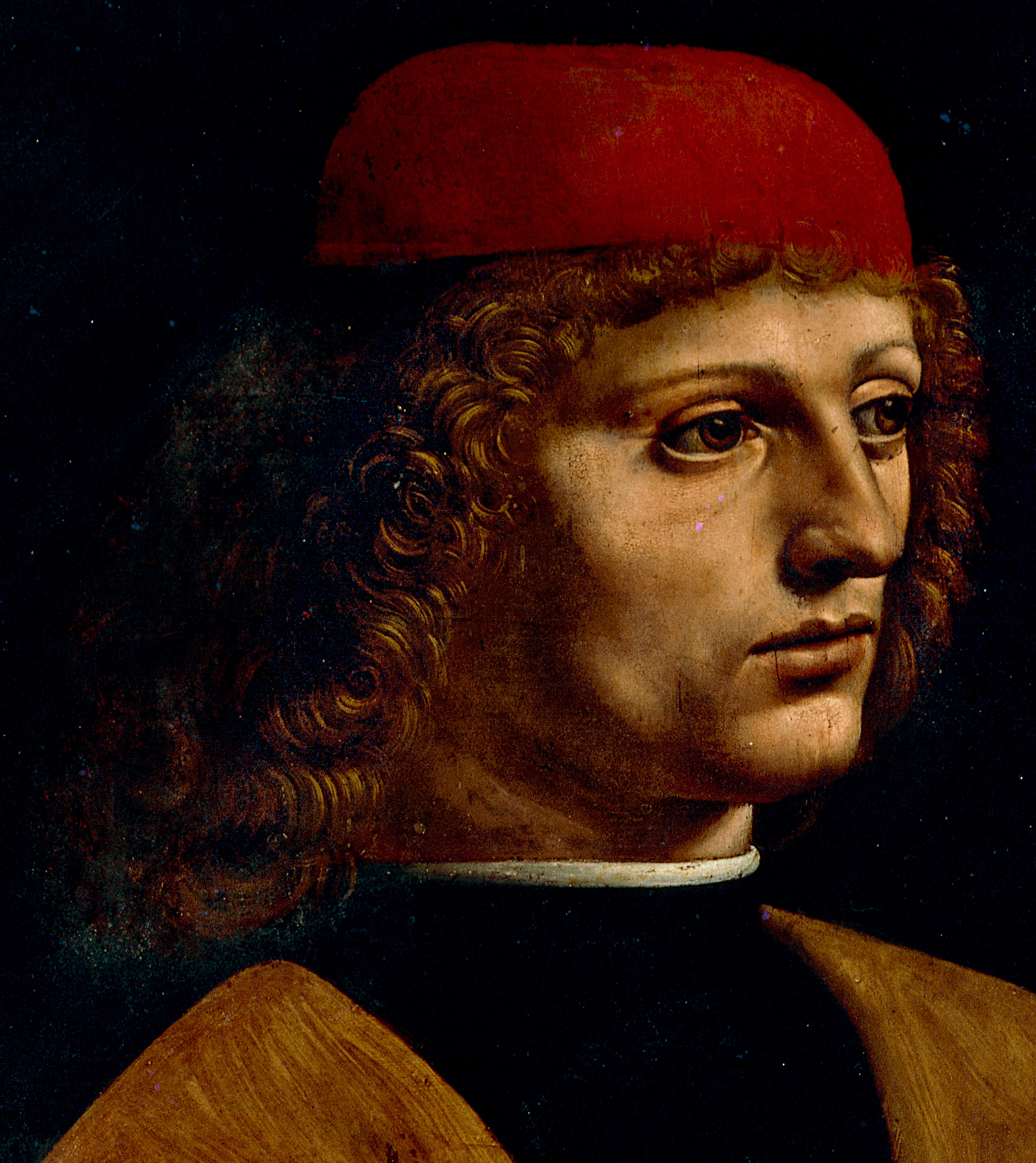
Detail tváře

Tento obraz byl namalován olejem a snad i temperou na malé desce z ořechového dřeva o rozměrech 44,7 × 32 cm (17,6 × 12,6 palce). Zobrazuje mladého muže od úrovně hrudi a ve tříčtvrtečním pohledu, jehož pravá ruka drží složenou partituru. Malba je z velké části nedokončená s výjimkou obličeje a vlasů, ale celkově je v dobrém stavu, poškozen je pouze pravý dolní roh. Historik umění Kenneth Clark poznamenal, že z Leonardových dochovaných děl je Hudebník pravděpodobně nejzachovalejší, a to i přes jisté vyblednutí barev v průběhu času.
Spodní část díla mohla být mírně oříznuta. Zejména směrem k zadní části hlavy je patrná drobná retuš; historik umění Frank Zöllner poznamenal, že tato retuš způsobila poněkud nepovedené stínování krku a levé strany rtů. Svým černým pozadím portrét připomíná Leonardovy pozdější portréty Dáma s hranostajem a La Belle Ferronière, ale liší se od nich tím, že tělo a hlava portrétované osoby směřují týmž směrem. Životopisec Walter Isaacson poznamenal, že vzhledem k nedokončenému stavu díla jsou stíny na portrétu příliš ostré a portrét samotný obsahuje méně tenkých vrstev olejové barvy, které se obvykle na Leonardových obrazech vyskytují.

### Hudebník
Figurant má kudrnaté vlasy po ramena, na hlavě červenou čepici a upřeně hledí na cosi mimo zorné pole diváka. Jeho pohled je umocněn pečlivým osvětlením, které zaměřuje pozornost na jeho tvář, zejména na velké skelné oči. Na sobě má upnutou bílou spodní košili. Malba jeho černého doubletu není dokončena a jeho hnědooranžová štóla je pouze podmalována. Barvy jsou vybledlé, pravděpodobně v důsledku drobného přemalování a špatné konzervace. Technické zkoumání díla odhalilo, že doublet byl pravděpodobně původně tmavě červený a štóla jasně žlutá.
Ústa náznakem připomínají úsměv, případně naznačují, že se muž chystá zpívat nebo právě dozpíval. Pozoruhodným rysem jeho tváře je působení světla pomyslně umístěného vně rámu na jeho oči. Světlo rozšiřuje zorničky obou očí, ale pravého mnohem více než levého, což není přirozené. Někteří tvrdí, že je to pouze pro dramatický efekt, aby měl divák pocit pohybu z hudebníkovy levé strany obličeje na pravou.  Historik umění Luke Syson napsal, že "oči jsou snad nejvýraznějším rysem Muzikanta, zrak má prvenství jako nejušlechtilejší smysl a nejdůležitější nástroj malíře".

### Notový zápis

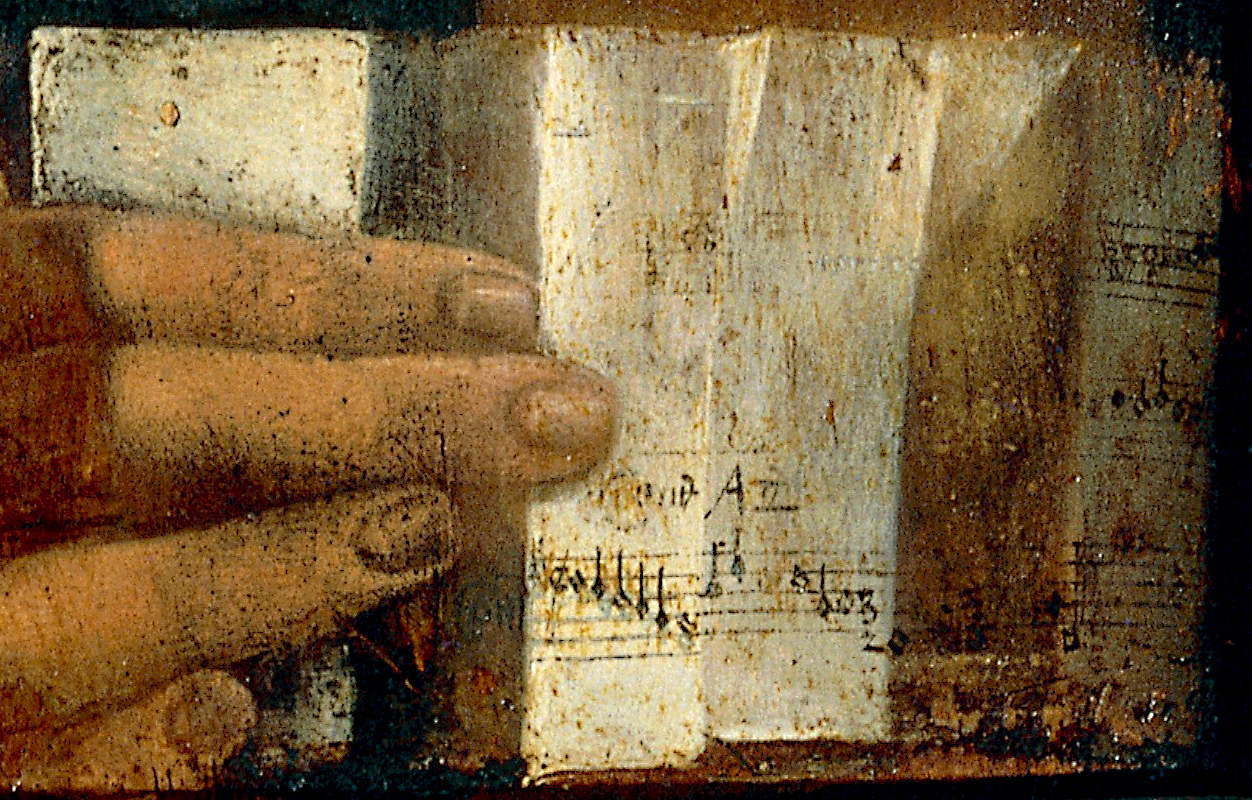
Detail notového zápisu

Zvláštním způsobem složený kus papíru nacházející se ve figurantově ruce je notový zápis s notami a písmeny. Vzhledem ke špatnému stavu spodní části obrazu jsou noty a písmena z velké části nečitelné. To nebránilo některým badatelům v tom, aby vyslovili hypotézy, co písmena znamenají, a často se na základě jejich výkladu snažili podpořit právě tu svou teorii o hudebníkově identitě. Částečně vymazaná písmena lze rozeznat jako „Cant“ a „An“ a obvykle se čtou jako „Cantum Angelicum“, latinsky „andělská píseň“, i když historik umění Martin Kemp poznamenává, že by mohlo jít o „Cantore Angelico“, italsky „andělský zpěvák“. Poznámky nenabídly příliš mnoho vysvětlení k obrazu, kromě toho, že silně naznačují, že námětem je hudebník. Jsou v mensurální notaci, a proto pravděpodobně zachycují polyfonní hudbu. Leonardovy dochované kresby rébusů s notovým zápisem nacházejících se v tiskárně hradu Windsor se hudbě vyobrazené v Hudebníkovi nepodobají. To naznačuje, že tato hudební skladba není Leonardovým dílem, takže skladatel a význam hudby zůstávají neznámé.

## Autorství

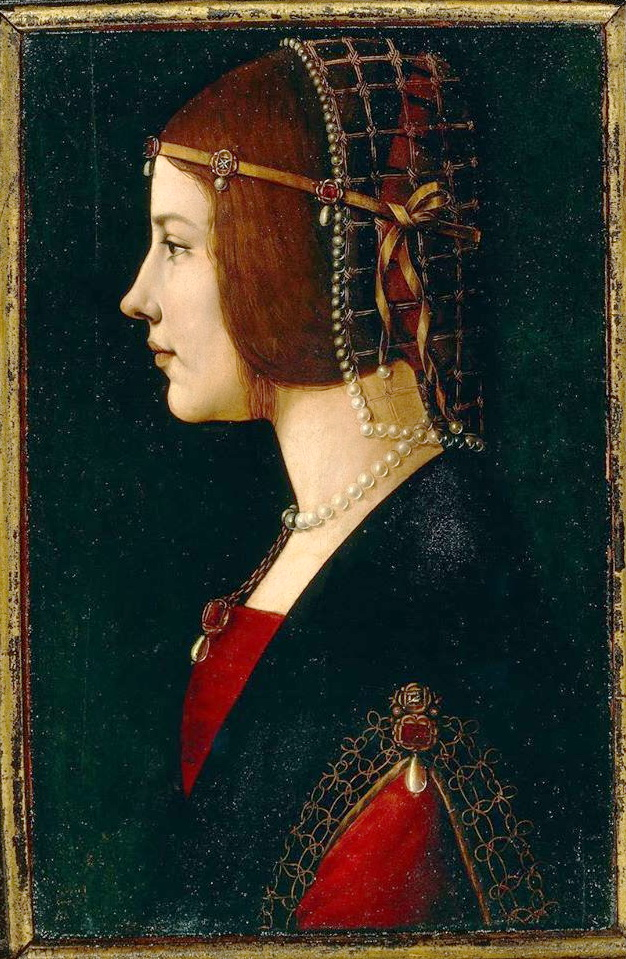
Portrét dámy (okolo 1490) od Giovanniho Ambrogia de Predise byl dříve považován za Leonardův a byl spojován právě s Hudebníkem..

Ačkoli bylo připisování Leonardovi v dřívějších staletích sporné, moderní historici umění dnes považují Portrét hudebníka za jedno z jeho autentických děl. Pochybnosti o atribuci díla Leonardovi existují téměř po celou dobu, kdy je obraz znám. Poprvé se objevil v katalogu Ambrosiánské pinakotéky z roku 1672, kde byl uveden jako Leonardův, ale v soupisu sbírky z roku 1686 byl připsán Bernardinu Luinimu. Tento údaj byl však rychle přeškrtnut a změněn na „nebo spíše od Leonarda“. V roce 1798 knihovna připsala portrét „Luiniho škole“, ale brzy byl znovu uveden jako Leonardův. Při prvním uvedení v roce 1672 byl obraz popsán jako „se vší elegancí, jakou lze očekávat od vévodské zakázky“, což naznačuje, předpoklad, že námětem je Ludovico Sforza, vévoda milánský, který byl v době vzniku obrazu Leonardovým zaměstnavatelem. Toto tvrzení bylo přijímáno až do 20. století, kdy se vědci domnívali, že jde o doplněk k Portrétu dámy v Ambrosianské pinakotéce, který je nyní připisován Giovannimu Ambrogiu de Predis, ale v té době byl považován za Leonardův portrét Beatrice d'Este, Ludovikovy manželky. V polovině 20. století odborník na Leonarda Angela Ottino della Chiesa označil celkem jedenáct badatelů, kteří podporovali atribuci Leonardovi, dalších osm připisovalo dílo Ambrogiu de Predis, dva si nebyli jisti a jeden se domníval, že jde o dílo Giovanniho Antonia Boltraffia, dalšího Leonardova žáka.
O objednání portrétu se nedochoval žádný záznam. Jeho přisouzení Leonardovi se zakládá na stylistické a technické podobnosti s jinými jeho díly, zejména s tváří anděla v Madoně ve skalách v Louvru a s tváří titulní postavy na obraze Svatý Jeroným na poušti. Tmavé pozadí portrétu, styl, který Leonarda proslavil, podporuje tuto atribuci, protože se objevuje na jeho pozdějších obrazech, jako je Dáma s hranostajem, La Belle Ferronnière a Svatý Jan Křtitel. Zejména Dáma s hranostajem vykazuje na základě rentgenového zkoumání mnoho stylistických podobností s Hudebníkem. K dalším charakteristikám typickým pro Leonardův styl patří melancholická atmosféra, citlivé oči, nejednoznačná ústa (která jako by se právě zavřela nebo se chystala otevřít) a kudrnaté vlasy připomínající jeho dřívější portrét Ginevra de' Benci. Pro Leonarda je také charakteristické použití ořechového dřeva, média, které měl v oblibě a které doporučoval, ale které v té době ostatní umělci v Lombardii běžně nepoužívali. Atribuci dále podporuje srovnání zornic hudebníkových očí, které jsou různě rozšířené; byla zaznamenána souvislost s následující pasáží v Leonardových zápisnících:
| „ | Zornice se rozšiřuje a stahuje podle toho, jak jsou předměty [v jejím zorném poli] jasné nebo tmavé; a protože jí trvá nějakou dobu, než se rozšíří a stáhne, nemůže vidět ihned, když vyjde ze světla do stínu, ani stejným způsobem, když vyjde ze stínu do světla, a právě tato věc mě již dříve při malování oka oklamala, a tak jsem se to naučil. | “ |

Zpochybnění atribuce obrazu vychází z jeho strnulého a stoického výrazu, který není typický pro Leonardovy obvyklé obrazy. Zatímco někteří badatelé to považují za důsledek nedokončeného stavu obrazu, jiní předpokládají, že oděv a trup namaloval student. Pokud Leonardovi pomáhal jiný umělec, nejčastěji se jako kandidáti uvádějí Boltraffio a Ambrogio de Predis, a to vzhledem k tomu, že jejich vlastní styl má bliže tvrdým a strnulým vlastnostem portrétu. Podle historika umění Carla Pedrettiho totiž Boltraffio a Marco d'Oggiono, další z Leonardových žáků, zobrazují oči stejným způsobem jako je tomu na tomto portrétu, což naznačuje, že oba mohli na díle s Leonardem spolupracovat. Historik umění Pietro Marani poznamenal, že je nepravděpodobné, že by Leonardo měl v polovině 80. let 14. století asistenty, a i kdyby ano, pravděpodobně by nepomáhali při práci na portrétu pro úředníka nebo osobního přítele. Navzdory Maraniho tvrzení zůstává moderní vědecký konsenzus ohledně toho, zda Leonardovi asistovali, nejasný: Zöllner uvedl, že "nyní se uznává, že Leonardo zhotovil obličej, zatímco Boltraffiovi se připisuje celá horní část těla", zatímco podle Sysona pouze " výrazná menšina" badatelů nesouhlasí s úplným připsáním díla Leonardovi. Ačkoli se vedou diskuse o autorství obrazu jako celku, většina badatelů se shoduje na tom, že přinejmenším obličej je zcela Leonardovým dílem.

## Datace
Historici umění řadí dílo do Leonardova prvního milánského období (asi 1482-1499), a to kvůli podobnostem s jinými díly z této doby, včetně stylistické podobnosti s Dámou s hranostajem, která byla zjištěna rentgenovým testem, a také díky práci se šerosvitem v Madoně ve skalách a jeho náčrtům bronzové sochy koně (Leonardův kůň). Starší prameny datují dílo do poloviny tohoto období, uvádějí se data 1485-1490 a 1490.
Moderní badatelé, včetně Sysona a Maraniho, poznamenali, že Leonardo nemohl portrét vytvořit mnohem později než v roce 1487, protože se má za to, že postrádá rafinovanost a realismus pozdějších děl, která byla podložena jeho anatomickými studiemi, jako je například Dáma s hranostejem. Teprve v roce 1489 se Leonardo věnoval studiu lidské anatomie, zejména lebky. Z tohoto důvodu se nyní předpokládá, že obraz byl dokončen dříve, v polovině 80. let 14. století, obvykle mezi lety 1483 a 1487.

## Pozadí

### Historické souvislosti
Portrét hudebníka představuje radikální odklon od převládající podoby portrétů z Milána 15. století. Milánské publikum bylo umělecky konzervativnější než jinde v Itálii a očekávalo, že většina, ne-li všechny portréty budou z profilu, jako tomu bylo u Zanetta Bugatta, Vincenza Foppy a Ambrogia Bergognoneho. Tříčtvrteční profil portrétovaného byl běžný již v raném nizozemském malířství, kde se portréty často objevovaly na plochém černém pozadí. Antonello da Messina vytvářel podobné tříčtvrteční portréty s černým pozadím v Benátkách a na Sicílii, a to díly jako Portrét muže (Il Condottiere) a Portrét muže s červeným čepcem (Ritratto d'uomo). Leonardo byl pravděpodobně ovlivněn Antonellovým stylem a mohl vidět dílo tohoto umělce během Antonellovy krátké návštěvy Milána v roce 1476 nebo v Benátkách kolem roku 1486, kdy Leonardo mohl být ve městě na návštěvě u svého bývalého učitele Andrei del Verrocchia. Historik umění Daniel Arasse vyslovil domněnku, že ačkoli je Hudebník z Leonardových portrétů nejvíce podobný Antonellovu, postava je na rozdíl nejen od většiny Antonellových portrétů, ale i od ostatních Leonardových portrétů obrácena směrem od diváka. Portrét mladého muže (asi 1490-1491) v Knihovně Brera od umělce z Leonardova okruhu byl Hudebníkem silně ovlivněn.

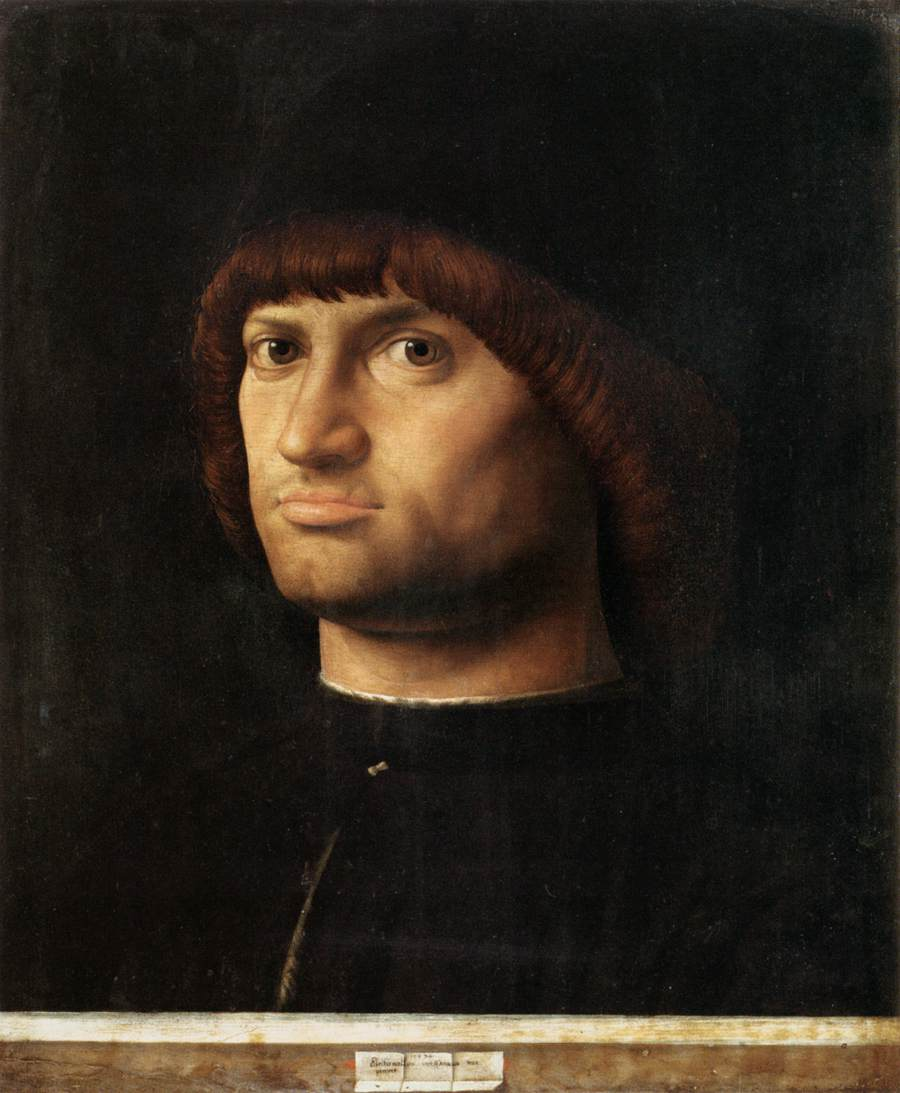
Il Condottiere, cca 1475, Antonello. Louvre, Paříž. Antonellův způsob nasvícení obličeje možná inspiroval Leonarda.
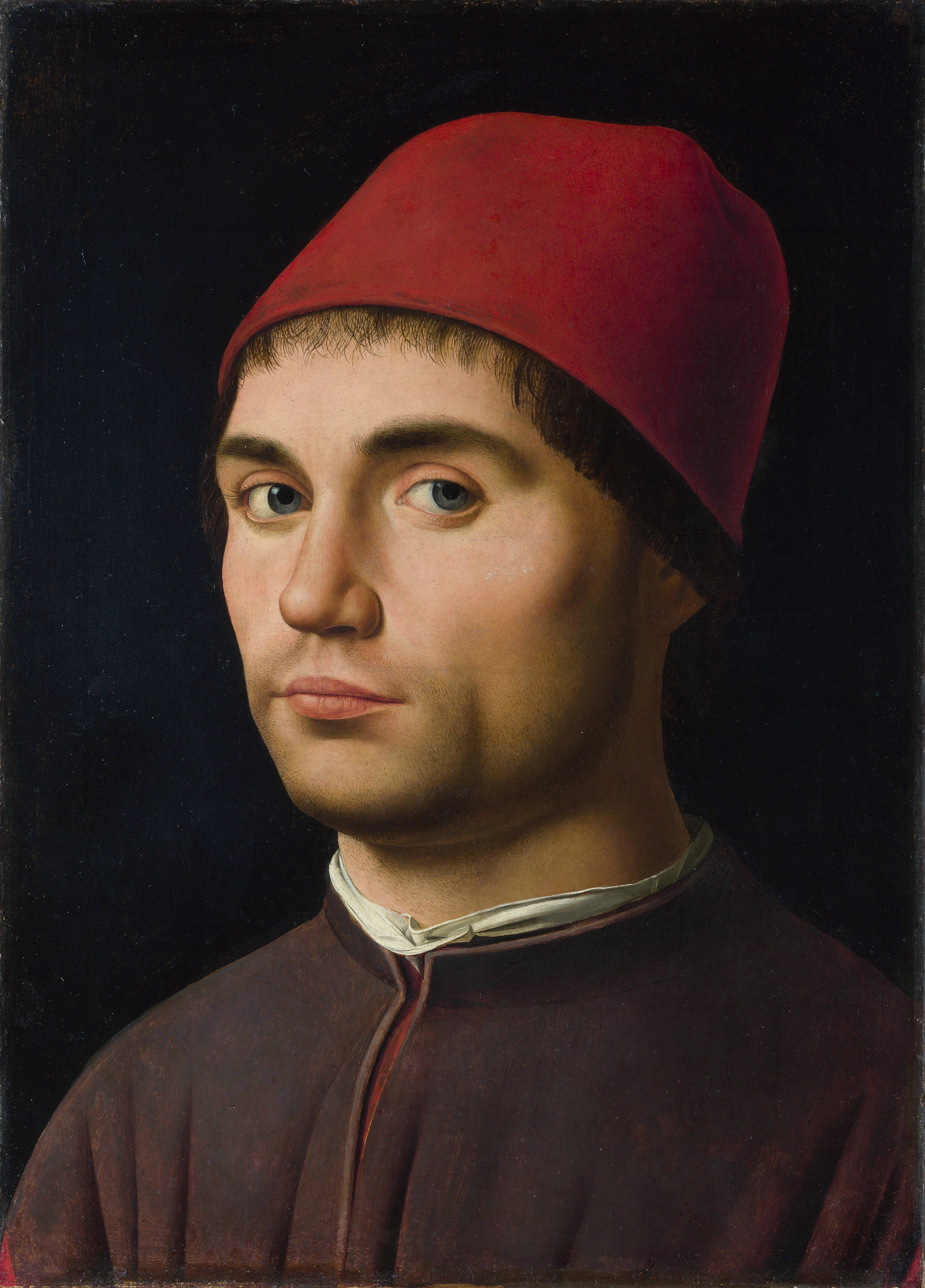
Ritratto d'uomo, 1475–1476, Antonello. Národní galerie v Londýně. Stejně jako Antonello i Leonardo klade důraz na tvář subjektu, která je dominantou záběru.
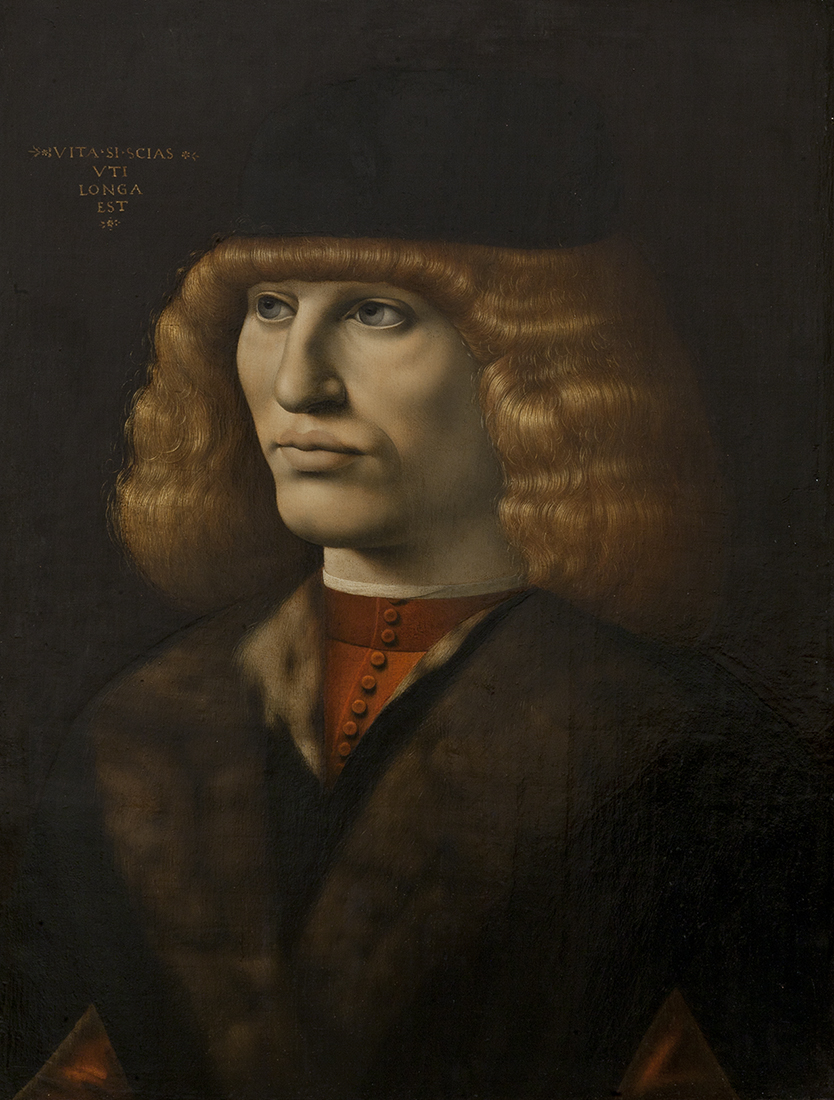
Portrait of a Young Man, cca 1490–1491, z Leonardova okruhu. Knihovna Brera, Miláno. Umělec se výrazně inspiroval Hudebníkem

### Historie výstav
Hudebník je jediným známým Leonardovým portrétem zachycujícím muže, a jeho jedinou deskovou malbou, která zůstala v Miláně. Marani poznamenal, že dílo bylo pravděpodobně určeno pro soukromé účely. Obecně se soudí, že nepatřilo mezi díla, která Ambrosianské pinakotéce daroval její zakladatel kardinál Federico Borromeo v roce 1618,  a která v té době tvořila většinu sbírek muzea. Je možné, že ji pinakotéce v roce 1637 daroval Galeazzo Arconati, známý sběratel Leonardových děl, jako je Cartone di sant'Anna a Codex Atlanticus.
Dílo je poprvé doloženo v roce 1672, kdy jej Pietro Paolo Bosca katalogizoval v Ambrosianské pinakotéce. Zdroje se rozcházejí v tom, zda Napoleon Bonaparte v roce 1796 odvezl Hudebníka do Francie či nikoli. Marani uvedl, že byl uloupen, ale Syson uvedl, že Francouzi považovali za cennější spíše Codex Atlanticus a vzali si raději ten. Oba badatelé se shodují, že v roce 1798 ale ještě v Ambrosianě byl.
Portrét byl vystaven na výstavě Leonardo da Vinci: Malíř na milánském dvoře v letech 2011-2012 v Národní galerii v Londýně, na výstavě Leonardo 1452-1519: Il Disegno del Mondo v Královském paláci v Miláně v roce 2015, a na výstavě Léonard de Vinci v Louvru v letech 2019-2020. .

## Identita figuranta
Identifikace portrétovaného jako Ludovica byla přijímána až do doby, kdy v letech 1904-1905 v rámci restaurování obrazu odstranili Luigi Cavenaghi a Antonio Grandi vrstvu přemalby a odhalili ruku držící noty. vědce to vedlo k domněnce, že předmětem nebyl Ludovico, ale hudebník žijící v Miláně ve stejné době jako Leonardo. Od doby tohoto objevu bylo navrženo mnoho možných kandidátů na portrétovaného, jeho totožnost však zůstává nejistá. Muž se mohl objevit i na dalších dílech Leonarda a jeho ateliéru. Vědci z Národní galerie se domnívali, že Portrét mladíka od Francesca Napoletana  a Leonardova kresba Busta mladíka z profilu představují tutéž osobu. Byla navržena řada historických kandidátů, ale bez jednoznačných důkazů.

### Franchinus Gaffurius
Na základě předpokladů historika architektury Lucy Beltrami se na počátku 20. století stal hlavním kandidátem Franchinus Gaffurius (1451-1522).. Gaffurius byl kněz a významný milánský hudební teoretik, dvorní hudebník Ludovica Sforzy a hlavní kapelník (maestro di cappella) milánského dómu. Je jisté, že se znal s Leonardem, protože kromě jejich společného zaměstnavatele - Gaffuriův hudební traktát Practica Musicae z roku 1496 obsahuje různé Leonardovy dřevořezby. Beltrami navíc navrhl, že písmena „Cant“ a „Ang“ jsou zkratkou latinského "Cantum Angelicum" a tedy odkazem na Angelicum ac divinum opus, další z Gaffuriových hudebních traktátů.
Tato teorie byla zpochybněna, protože ikonografické důkazy neodpovídají Gaffuriovu zobrazení. Kemp poznamenal, že písmena „Cant“ a „Ang“ mohou stejně dobře znamenat "Cantore Angelico", italsky "andělský pěvec". Subjekt obrazu také nebyl zobrazen v sutaně, která by ho správně identifikovala jako kněze. Předmětem obrazu je navíc mladík, zatímco Gaffuriovi by v době vzniku obrazu bylo nejméně kolem třiceti let.

### Atalante Migliorotti
Maraniho pojednání z roku 1999 navrhl jako možného figuranta toskánský hudebníka Atalante Migliorottiho (1466-1532), načež se k této teorii přiklonila řada dalších autorů. V roce 1482 Migliorotti a Leonardo odešli z Florencie na dvůr Ludovica Sforzy v Miláně. Byli známi jako přátelé a předpokládá se, že Leonardo učil Migliorottiho hrát na loutnu. V době vzniku obrazu bylo Migliorottimu kolem dvaceti let, což z něj dělá pravděpodobného kandidáta. Navíc v inventáři Codex Atlanticus z roku 1482,Folio 888 recto (ex 324 recto). Leonardo uvedl „portrét Atalanta s pozvednutou tváří“. Předpokládá se, že se jedná o studii nebo ranou verzi Hudebníka. Vzhledem k intimní povaze tohoto portrétu je obzvláště pravděpodobné, že se jednalo o osobního přítele.
Hlavním argumentem proti této teorii je skutečnost, že obličej portrétovaného není zvednutý, jak je popsáno v poznámce z roku 1482. Marani však poznamenal, že ačkoli hudebníkova tvář není zvednutá v pravém slova smyslu, „výraz se zdá být vztyčený, což naznačuje zpěváka, který právě zvedl tvář od notového papíru“. Od všeobecného odmítnutí Franchina Gaffuria jako hlavního kandidáta,. Mnoho komentátorů nyní dává přednost Migliorottimu.

### Josquin des Prez
V roce 1972 vyslovila belgická muzikoložka Suzanne Clercx-Lejeune domněnku, že by se mohlo jednat o francouzského zpěváka a skladatele Josquina des Preze (cca 1450-55-1521). Josquin pracoval v 80. letech 14. století ve službách rodu Sforzů, a to současně s Leonardem. Clercx-Lejeune dovozuje, že slova v notovém zapisů znamenají „Cont“ (zkratka „Contratenor“), „Cantuz“ („Cantus“) a „A Z“ (zkratka „Altuz“ neboli „alt“), a že to znamenalo, že byly spojeny s písní s klesající melodickou linkou, jako jsou mše, moteto a obecně Josquinovy skladby. Tato teorie byla ovšem postupně zavrhnuta; notový zápis je totiž z velké části nečitelný a tímto způsobem navíc komponovalo mnoho tehdejších skladatelů. Stejně jako v případě Gaffuria, ani ostatní portréty zachycující Josquina nevykazují podobnost s portrétovaným a jako kněz ve věku kolem třiceti let tedy pravděpodobně nemohl být vyobrazenou osobou.

### Gaspar van Weerbeke
v roce 2019 historička umění Laure Fagnartová uvedla, že figurantem pro obraz mohl být Gaspar van Weerbeke(cca 1445-1516), nizozemský hudební skladatel a zpěvák. Weerbeke pracoval pro rodinu Sforzů ve stejné době jako Leonardo, a tak se pravděpodobně znali. Hustorička Fagnartová v rámci své teorie cituje dopisy Galeazza Maria Sforzy adresovaných Gotardovi Panigarolovi, které se týkaly oblečení hudebníků pro dvůr, přičemž v jednom z nich stojí: „Gotardo. Weerbekemu, našemu zpěvákovi, bychom rádi dali tmavé sametové roucho, jaké jsi dal opatovi [Antoniu Guinatimu] a Cordierovi, oba jsou také našimi zpěváky“. Jak upozornil Fagnart, dopis je formulován příliš vágně na to, aby bylo možné Weerbekeho s portrétem jednoznačně spojit. Navíc se v případě Weerbeka objevuje takřka stejný problém jako u Josquina a Gaffuriuse – Weerbeke by byl třicátník a pravděpodobně tedy příliš „starý“ na to, aby byl portrétovaným.

### Ostatní
Navržen do role možného figuranta byl též Gian Galeazzo Sforza (1469-1494) vzhledem k tomu, že s ním žil Leonardo v Miláně, a původní nejasný popis portrétu uvádí, že zobrazuje milánského vévodu. Syson poznamenal, že tato identifikace by byla obzvláště významná, protože Gian Galeazzo byl právoplatným následníkem trůnu předtím, než se Ludovico ujal vlády. Neexistuje však žádný přímý důkaz, který by to potvrzoval, a odhalení notového zápisu z této možnosti učinilo možnost velmi nepravděpodobnou, neboť není nic známo o tom, že by byl Gian Galeazzo hudebníkem.. Další z možných kandidátů Francesco Canova da Milano (1497-1543), italský hráč na loutnu a skladatel, a vlámského pěvce Giovanniho Cordiera, byť bez věcných důkazů. Nizozemský ilustrátor Siegfried Woldhek pak navrhl, že Hudebník by mohl být jedním z Leonardových autoportrétů.